# جورج إنجل
جورج إنجل (بالإنجليزية: George L. Engel)‏ (و. 1913 – 1999 م) هو طبيب نفسي، وأستاذ جامعي، من الولايات المتحدة الأمريكية، ولد في مدينة نيويورك، توفي في روتشستر، عن عمر يناهز 86 عاماً.

## التعليم
تعلم في دارتموث.

## مناصب وهيئات
أدار جامعة روتشستر.